# Rustico (gastronomia)
Il rustico è una pietanza tradizionale della cucina salentina. Si tratta di un tipico cibo di strada ed è possibile trovarlo in forni, panetterie, bar o rosticcerie.

## Ricetta
Viene prodotto sovrapponendo due coppie di dischi di pasta sfoglia di 10 - 12 cm di diametro, tra i quali viene inserita una farcia di mozzarella, besciamella, pomodoro e spezie (di base pepe e noce moscata, ma anche origano o peperoncino). I dischi vengono chiusi con dell'uovo sbattuto, utilizzato anche per spennellare la superficie; il rustico crudo viene quindi cotto in forno a 200° per circa 15 minuti. Per ottenere una resa migliore dalla pasta sfoglia, di solito la teglia viene unta con dello strutto; inoltre il rustico crudo può essere tenuto in frigo qualche ora prima della cottura: in questo modo risulterà friabile e si scioglierà in bocca, mantenendo al tempo stesso la consistenza necessaria a che il ripieno non fuoriesca. Va consumato molto caldo per apprezzarne al meglio il gusto e il filare della mozzarella.
In Salento viene usato come spuntino di metà mattina o come stuzzichino serale da passeggio, sia in estate che in inverno. Non è infrequente che il rustico venga consumato nella prima colazione, accompagnato da caffè, succo di frutta o altre bevande.

## Storia
Le origini di questa pietanza non sono ben identificabili, ma è improbabile che essa sia originaria della cucina contadina come altre specialità salentine, poiché fino a tempi relativamente recenti non era semplice reperire gli ingredienti per besciamella e pasta sfoglia, la cui produzione è attestata a partire dal XVII secolo. Alcuni studiosi hanno ipotizzato che il rustico tragga origine dalla cucina francese e che sia una variante dei vol-au-vent, la cui ricetta originale prevedeva solo mozzarella e pomodoro; la forma attuale risalirebbe al tardo XVIII secolo o agli inizi del XIX secolo, inquadrandosi nel Salento murattiano.
Teorie più recenti postdatano di molto le origini del rustico, che sarebbe nato nel XX secolo come variante sfogliata e non fritta del panzerotto (chiamato calzone nel Salento).
Dal XXI secolo è compreso nell'elenco nazionale dei prodotti agroalimentari tradizionali redatto dal Ministero delle politiche agricole alimentari e forestali.

## Varianti

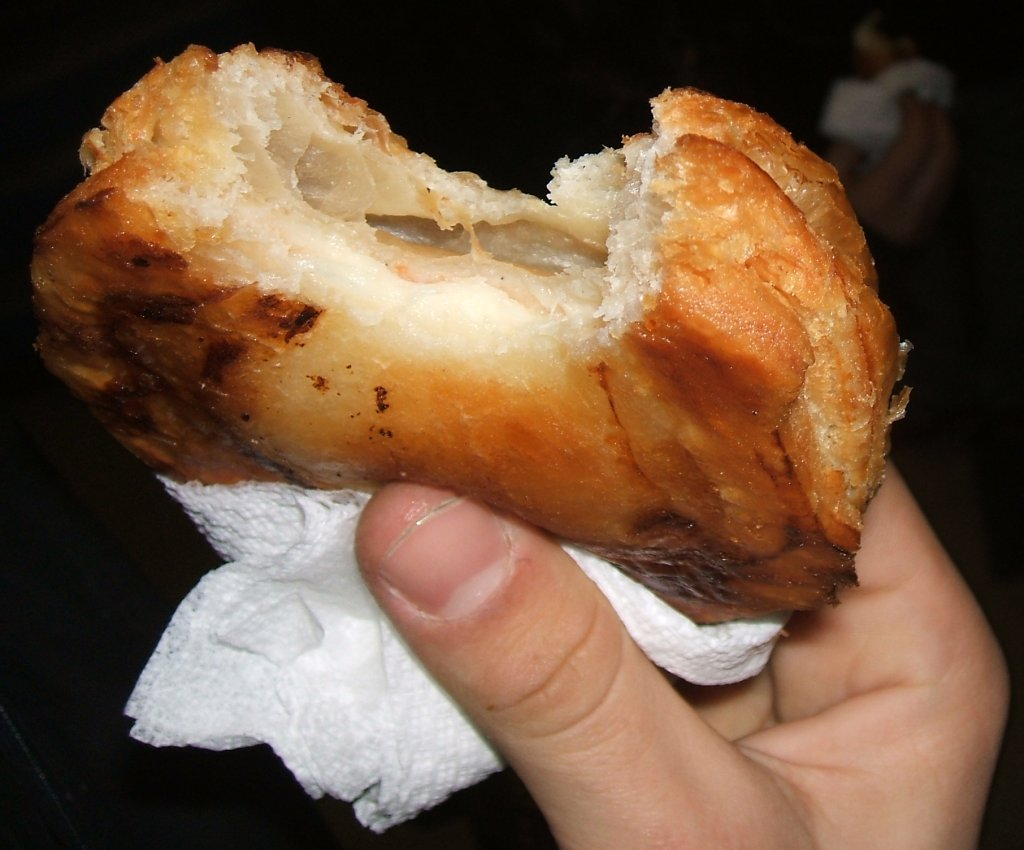
Rustico salentino

Il rustico viene generalmente consumato nella forma tradizionale, ma esistono varianti meno diffuse preparate con spinaci e mozzarella (o ricotta). Nella provincia di Bari è diffusa la variante preparata con prosciutto cotto e mozzarella, senza besciamella e salsa di pomodoro. Talvolta la mozzarella è perfino sostituita da sottili fette di fontina o altro formaggio a pasta filata.
La mezzatonda, comune nelle pasticcerie pugliesi, è una variante dolce del rustico, da cui differisce per il ripieno di crema pasticcera e confettura di amarena, per la forma semicircolare e per la superficie incrostata di cristalli di zucchero. Negli ultimi anni sono stati comunque proposti veri e propri rustici dolci ripieni di crema o cacao.